# Hyundai Eon
Hyundai Eon — 5-дверний субкомпактний хетчбек виробництва компанії Hyundai. В продажу був запущений 1 жовтня 2011 року в Індії, на Філіппінах — в березні 2012 року.

## Опис

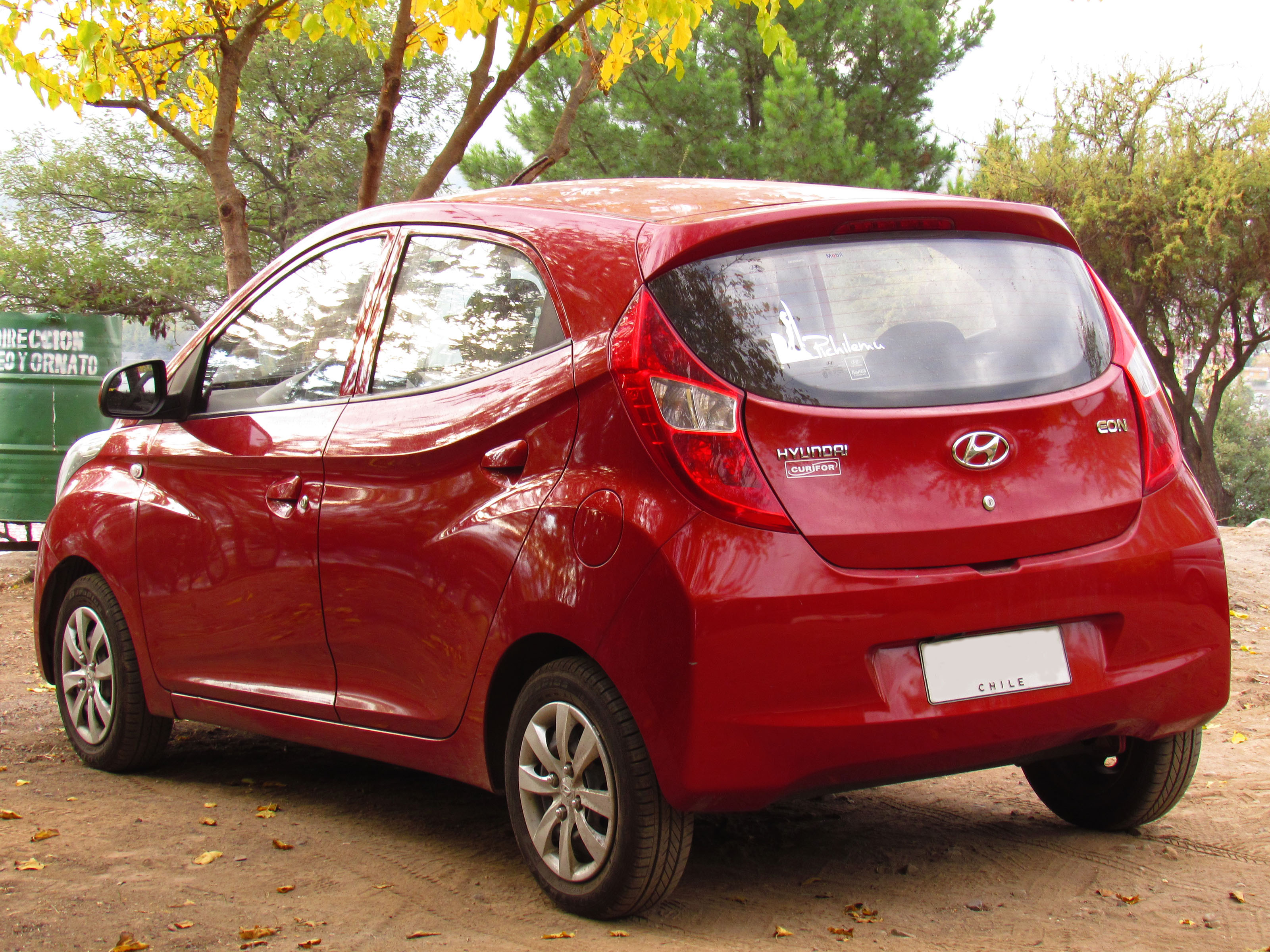

Eon виробляється в Індії на заводі в Ченнаї, для внутрішнього та експортного ринків як автомобіль початкового рівня (розташований в модельному ряду нижче i10 і Santro Xing). 

### Двигуни
Бензин:
- 0.8 л Epsilon I3
- 1.0 л Kappa II MPi I3